# Bill von der Becke

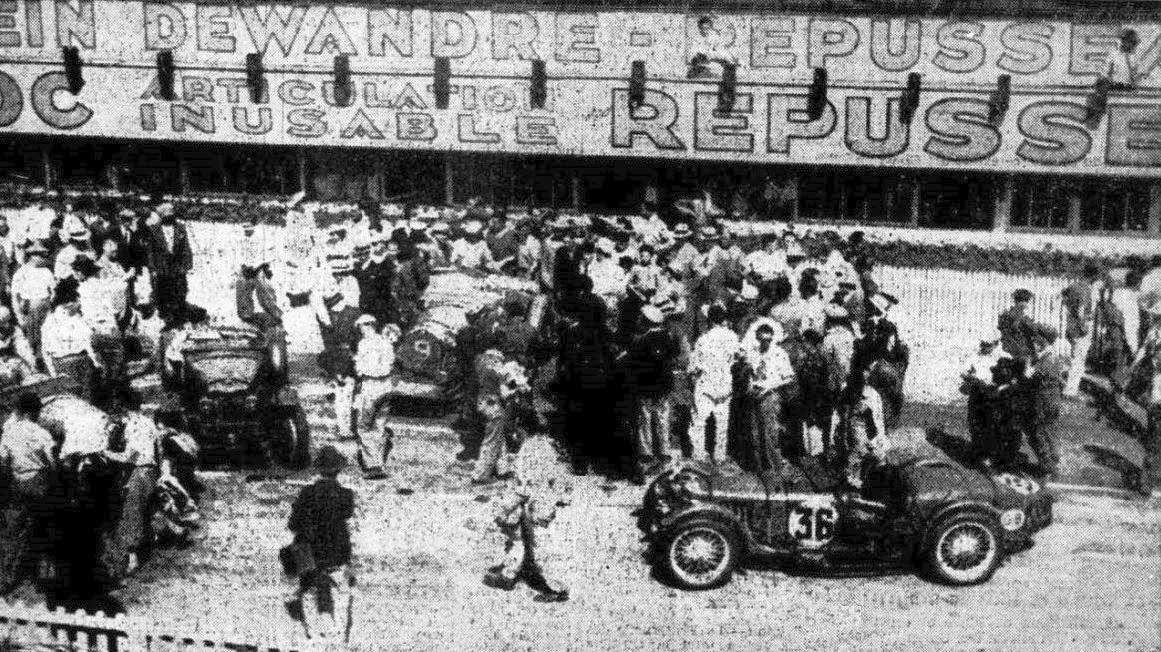
Der Riley Brooklands (Startnummer 36) von Kenneth Peacock und Bill von der Becke bei der Zielankunft beim 24-Stunden-Rennen von Le Mans 1934

Adolph William Karl „Bill“ von der Becke (* 18. April 1907 in Handsworth; † 7. März 1979 in Cropthorne) war ein britischer Autorennfahrer.

## Karriere als Rennfahrer
Bill von der Becke war in den 1930er-Jahren ein erfolgreicher Sportwagen-Rennfahrer. Wie viele seiner britischen Kollegen fuhr er viele Rennen auf der Rennbahn von Brooklands, wo er als Werksfahrer von Riley 1934 und 1935 das 500-Meilen-Rennen als Gesamtzweiter beendete.
Dreimal startete er beim 24-Stunden-Rennen von Le Mans. 1933 und 1935 kam er als Gesamtvierter ins Ziel, sowie 1934 als Fünfter.

## Statistik

### Le-Mans-Ergebnisse
| Jahr | Team                     | Fahrzeug                  | Teamkollege      | Platzierung            | Ausfallgrund |
| ---- | ------------------------ | ------------------------- | ---------------- | ---------------------- | ------------ |
| 1933 | Riley Coventry Ltd.      | Riley Nine Brooklands     | Kenneth Peacock  | Rang 4 und Klassensieg |              |
| 1934 | Riley Motor Company Ltd. | Riley Brooklands          | Kenneth Peacock  | Rang 5                 |              |
| 1935 | Riley Motor Company Ltd. | Riley Nine MPH Six Racing | Colin Richardson | Rang 4                 |              |